# Dryopteris yamashitae
Dryopteris yamashitae är en träjonväxtart som beskrevs av Kurata. Dryopteris yamashitae ingår i släktet Dryopteris och familjen Dryopteridaceae. Inga underarter finns listade.